# 2016년 하계 올림픽 남아프리카 공화국 선수단
2016년 하계 올림픽 남아프리카 공화국 선수단은 2016년 8월 5일에서 8월 21일까지 브라질 리우데자네이루에서 열린 2016년 하계 올림픽에 참가한 올림픽 남아프리카 공화국 선수단이다.

## 출전 선수
| 종목         | 남자 | 여자 | 전체 |
| ------------ | ---- | ---- | ---- |
| 육상         | 26   | 13   | 39   |
| 배드민턴     | 1    | 0    | 1    |
| 카누         | 0    | 1    | 1    |
| 사이클       | 5    | 2    | 7    |
| 다이빙       | 0    | 1    | 1    |
| 승마         | 0    | 1    | 1    |
| 축구         | 18   | 18   | 36   |
| 골프         | 2    | 2    | 4    |
| 체조         | 1    | 0    | 1    |
| 유도         | 1    | 0    | 1    |
| 조정         | 8    | 4    | 12   |
| 럭비         | 13   | 0    | 13   |
| 요트         | 3    | 0    | 3    |
| 수영         | 13   | 1    | 14   |
| 트라이애슬론 | 2    | 2    | 4    |
| 전체         | 93   | 45   | 138  |

## 같이 보기
- 올림픽 남아프리카 공화국 선수단